# Marssac-sur-Tarn
Marssac-sur-Tarn (okzitanisch Marçac de Tarn) ist eine französische Gemeinde mit 3.486 Einwohnern (Stand: 1. Januar 2022) im Département Tarn in der Region Okzitanien. Sie gehört zum Arrondissement Albi und zum Kanton Albi-3.

## Geografie
Die Gemeinde liegt etwa zehn Kilometer westlich von Albi am Fluss Tarn. Umgeben wird Marssac-sur-Tarn von Labastide-de-Lévis im Norden und Westen, Castelnau-de-Lévis im Norden und Nordosten, Terssac im Osten, Albi im Südosten, Florentin im Süden sowie Lagrave im Südwesten.

## Bevölkerungsentwicklung
| 1962 | 1968 | 1975 | 1982 | 1990 | 1999 | 2006 | 2012 | 2018 |
| ---- | ---- | ---- | ---- | ---- | ---- | ---- | ---- | ---- |
| 801  | 1048 | 1414 | 1704 | 2194 | 2392 | 2769 | 2988 | 3277 |

## Verkehr
Durch die Gemeinde führt die Autoroute A68.

## Sehenswürdigkeiten
- Kirche Saint-Orens

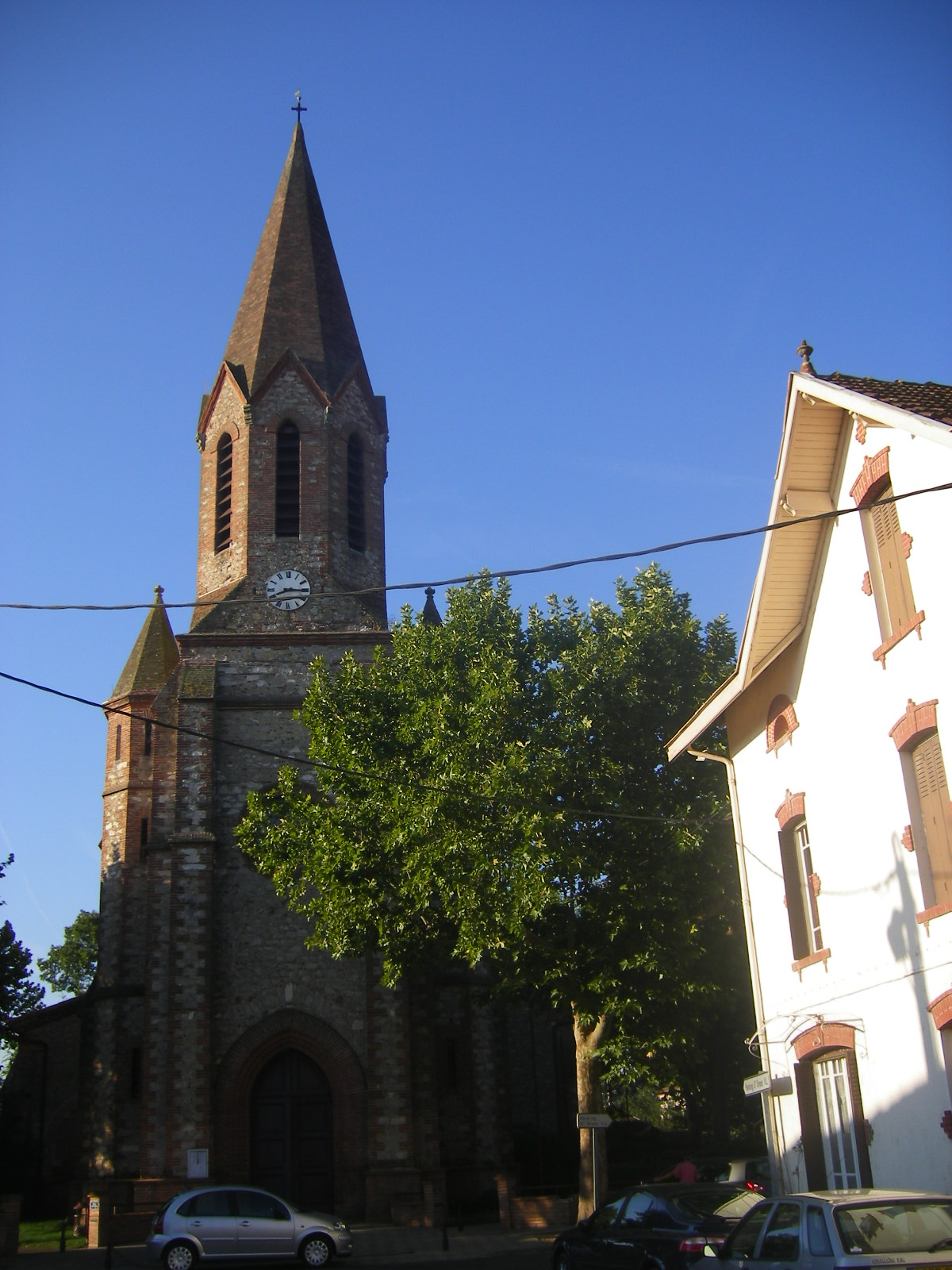
Kirche Saint-Orens

- Walkmühle, Monument historique seit 1927
- Die Villa Lebrun ist das älteste moderne Gebäude aus Beton. Errichtet wurde sie 1829/30 von dem Bauingenieur François Martin Lebrun (1799–1849) für seinen Bruder.[1]

## Persönlichkeiten
- Brigitte Lesage (* 1964), Volleyballspielerin